# Aleksandyr Kostow
Aleksandyr Kostow (bułg. Александър Костов, ur. 5 marca 1938 w Sofii, zm. 15 kwietnia 2019) – bułgarski piłkarz grający na pozycji pomocnika. W swojej karierze rozegrał 8 meczów w reprezentacji Bułgarii, w których strzelił 1 gola.

## Kariera klubowa
Swoją karierę piłkarską Kostow rozpoczął w klubie Lewski Sofia. W sezonie 1955/1956 zadebiutował w nim w pierwszej lidze bułgarskiej. Grał w nim do końca swojej kariery (1971 rok) z przerwą na grę w Botewie Płowdiw w sezonie 1960/1961. Wraz z Lewskim trzykrotnie był mistrzem Bułgarii w latach 1965, 1968 i 1970. Sześciokrotnie zdobywał z nim Puchar Bułgarii w latach 1956, 1957, 1959, 1967, 1970 i 1971.

## Kariera reprezentacyjna
W reprezentacji Bułgarii Kostow zadebiutował 23 czerwca 1957 roku w przegranym 1:4 meczu eliminacji do MŚ 1958 z Węgrami. W 1962 wystąpił w jednym meczu mistrzostw świata w Chile, z Anglią (0:0).
W 1966 roku Kostow rozegrał jedno spotkanie mistrzostw świata w Anglii, z Portugalią (0:3). Od 1957 do 1966 roku rozegrał w kadrze narodowej 8 meczów, w których zdobył 1 bramkę.
| Mecze i gole w reprezentacji | Mecze i gole w reprezentacji | Mecze i gole w reprezentacji | Mecze i gole w reprezentacji | Mecze i gole w reprezentacji | Mecze i gole w reprezentacji | Mecze i gole w reprezentacji |
| #                            | Data                         | Stadion                      | Rywal                        | Wynik                        | Gol                          | Rozgrywki                    |
| 1957                         | 1957                         | 1957                         | 1957                         | 1957                         | 1957                         | 1957                         |
| ---------------------------- | ---------------------------- | ---------------------------- | ---------------------------- | ---------------------------- | ---------------------------- | ---------------------------- |
| 1.                           | 23.06.1957                   | Budapeszt, Węgry             | Węgry                        | 1:4                          | 0                            | el. MŚ 1958 towarzyski       |
| 1962                         |                              |                              |                              |                              |                              |                              |
| 2.                           | 07.06.1962                   | Racangua, Chile              | Anglia                       | 0:0                          | 0                            | MŚ 1962                      |
| 1963                         |                              |                              |                              |                              |                              |                              |
| 3.                           | 04.09.1963                   | Magdeburg, NRD               | NRD                          | 1:1                          | 0                            | towarzyski                   |
| 1965                         |                              |                              |                              |                              |                              |                              |
| 4.                           | 13.06.1965                   | Sofia, Bułgaria              | Izrael                       | 4:0                          | 0                            | el. MŚ 1966                  |
| 1966                         |                              |                              |                              |                              |                              |                              |
| 5.                           | 25.02.1966                   | Kair, Egipt                  | Egipt                        | 2:2                          | 1                            | towarzyski                   |
| 6.                           | 01.06.1966                   | Belgrad, Jugosławia          | Jugosławia                   | 2:0                          | 0                            | towarzyski                   |
| 7.                           | 14.06.1966                   | Bolonia, Włochy              | Włochy                       | 1:6                          | 0                            | towarzyski                   |
| 8.                           | 16.07.1966                   | Manchester, Anglia           | Portugalia                   | 0:3                          | 0                            | MŚ 1966                      |